# 渡辺孝男 (実業家)
渡邉 孝男（わたなべ たかお、1929年3月4日 - 2014年9月21日）は日本の実業家、馬主。馬主登録上の表記は渡辺 孝男。

## 経歴
印刷産業に従事。株式会社コムテックス（旧・大阪ヤマトヤ商会）代表取締役会長、グラフイックリース株式会社代表、株式会社プリンティングメディア代表などを歴任した。
2014年9月26日に死去。86歳没。

## 馬主活動

渡辺の勝負服

日本中央競馬会（JRA）に登録する馬主として知られた。勝負服の柄は色の三原色に由来する黄、赤袖、水色二本輪。冠名に用いる「アグネス」は、渡辺の娘2人が歌手のアグネス・チャンのファンだったことに由来し、長女の希望で命名するようになった。馬名の画数は必ず奇数となるように名付けている。また、1990年時点では馬名も娘に決めさせていた。馬主資格取得は1971年。
妻に先立たれ、家族との話題作りのため競馬に力を入れるようになったといい、1979年、アグネスレディーが優駿牝馬を制したことにより八大競走およびクラシック初勝利を挙げた。
なお、孝男の没後は次女である渡辺公美子が跡を継いでおり、2022年現在も馬主業を続けている。
競馬で獲得した賞金のなかから国立循環器病センターへの寄付を行っている。

## 主な所有馬

### 八大競走・GⅠ級競走優勝馬
- アグネスレディー（1979年優駿牝馬、エリザベス女王杯2着、1980年京都記念・春、朝日チャレンジカップ）
- アグネスフローラ（1990年桜花賞、優駿牝馬2着）
- アグネスワールド（1997年函館3歳ステークス、全日本3歳優駿、1999年アベイ・ド・ロンシャン賞、CBC賞、スプリンターズステークス2着、2000年ジュライカップ、スプリンターズステークス2着）
- アグネスデジタル（1999年全日本3歳優駿、2000年マイルチャンピオンシップ、名古屋優駿、ユニコーンステークス、2001年マイルチャンピオンシップ南部杯、天皇賞・秋、香港カップ、日本テレビ盃、2002年フェブラリーステークス、2003年安田記念）
- アグネスフライト（2000年東京優駿、京都新聞杯）
- アグネスタキオン（2000年ラジオたんぱ杯3歳ステークス、2001年皐月賞、弥生賞）

### 重賞競走優勝馬
- アグネスホープ（1978年毎日杯）
- アグネスプレス（1979年小倉大賞典、1980年スワンステークス）
- テキサスワイポン（1979年阪神障害ステークス・秋、1981年京都大障害・秋、中山大障害・秋）
- アグネステスコ（1981年神戸新聞杯、エリザベス女王杯）
- アグネスベンチャー（1981年CBC賞、1982年スワンステークス）
- アグネスパレード（1994年チューリップ賞）
- アグネスカミカゼ（1997年目黒記念）
- アグネスゴールド（2001年きさらぎ賞、スプリングステークス）
- アグネスウイング（2004年シリウスステークス）
- アグネスジェダイ（2005年サマーチャンピオン、東京盃、2006年さきたま杯、北海道スプリントカップ、クラスターカップ、2007年北海道スプリントカップ）
- アグネスラズベリ（2007年函館スプリントステークス）

### その他の所有馬
- アグネスソニック（オープン3勝、2002年NHKマイルカップ2着、ほか重賞2着3回）
- アグネスアーク（2007年天皇賞・秋2着、札幌記念2着、毎日王冠2着）

## 著書
- 『営業革命 - 本物の「営業」が時代を変える』（青龍社、1998年。ISBN 978-4882588092）[5]